# Lena Gerholm
Lena Gerholm, född 9 juni 1952, är en svensk professor i etnologi. 

## Biografi
Lena Gerholm disputerade 1985 på avhandlingen Kulturprojekt och projektkultur: en fallstudie av en kulturpolitisk försöksverksamhet. Hon har verkat som forskare i Människa-närmiljögruppen vid Kungliga Tekniska högskolan 1981-84, som forskarassistent i etnologi vid Stockholms universitet 1990-96 och som forskningsledare vid Mångkulturellt centrum, Botkyrka 1996-97. Hon anställdes som lektor i etnologi vid Stockholms universitet 1997 och befordrades till professor två år senare. Under åren 2004-2013 var hon prorektor för Stockholms universitet. 
Lena Gerholms forskningsverksamhet inkluderar studier av forskarutbildningens kultur (tillsammans med Tomas Gerholm), folkliga förståelseformer av vansinne samt hantering av kulturella skillnader i nära relationer. Hon har handlett tolv doktorander fram till disputation och lett ett flertal forskningsprojekt och forskargrupper i studier vars teman ofta har kretsat kring religion, kulturskillnader, kön och sexualitet.  I projektet Nöd och lust, finansierat av Riksbankens jubileumsfond (RJ) 1999-2002, jämfördes sexualitetens organisering inom svensk förlossningsvård, samlevnadsundervisning och rättsväsende. Projektet Orienten i Sverige, även det finansierat av Riksbankens jubileumsfond (2002-2005), utforskade förhandlingar om religion, kön och sexualitet på skilda arenor i svenskt vardagsliv.
Lena Gerholm har haft sakkunniguppdrag för Humanistisk- Samhällsvetenskapliga forskningsrådet, Norges Forskningsråd, Riksbankens jubileumsfond, Socialvetenskapliga forskningsrådet, Vetenskapsrådet, SVT/UR samt bokförlag. Förutom prorektoruppdraget har hon haft lednings- och förtroendeuppdrag på centrums-, institutions- och fakultetsnivå vid Stockholms universitet. Hon är (2017) ordförande i Ekströms stiftelse och i Högskoleföreningen samt vice ordförande för Folkuniversitetet och Försvarshögskolans styrelse.

## Publikationer (i urval)
- Orienten i Sverige. Samtida möten och gränssnitt, red. med Simon Ekström. Lund: Studentlitteratur (2006).
- Women's Public Bodies - Men's Private Places: Negotiating Religion, Gender, and Sexuality in Transboundary Marriages. I Negotiating Culture. Moving, Mixing and Memory in Contemporary Europe. Byron och Kockel, red. Berlin: LIT Verlag (2006).
- Kroppen i tron – tron i kroppen. Muslimska mäns förhandlingar om mat, kön och sexualitet. I Tankar från baslinjen. Humanister om idrott, kropp och hälsa. Fundberg, Ramberg och Waldetoft, red. Stockholm: Symposion (2005).
- Overcoming temptation: on masculinity and sexuality among Muslims in Stockholm. Global networks: a journal of transnational affairs, 3(3):401-416 (2003).
- Lust, lidelse och längtan. Kulturella perspektiv på sexualitet, red. Stockholm: Natur och Kultur (2002).
- Embodying Culture. Perspectives on the Transformations of Gender, Health and Sexuality in the Complex Society, red. med Ann Kristin Carlström och Ingrid Ramberg. Botkyrka: Mångkulturellt centrum. (2000).
- Kropp och sexualitet i etnologisk och folkloristisk forskning. I Norden og Europa. Fagtradisjoner i nordisk etnologi og folkoristikk, Rogan och Alver, red.  Oslo: Novus forlag (2000).
- Behag och begär. Kulturella perspektiv på kroppens intimitetens transformationer, red. Stockholm: Carlssons (1998).
- Etnologiska visioner. Femton forskare reflekterar kring sitt ämne, red. Stockholm: Carlssons (1993).
- Ondskans etnografi, red. med Tomas Gerholm. Stockholm: Carlssons (1993).
- Doktorshatten. En studie av forskarutbildningen inom sex discipliner vid Stockholms universitet (med Tomas Gerholm). Stockholm:Carlssons (1992).
- The Cultural Study of Scandinavia: Where are the Frontiers? (med Tomas Gerholm), Anthropological Journals of European Cultures 1:63-108 (1990).
- Utomordentligt upprörd – om den arga medelklassen. I Bläckfisken. Om tillvarons tolkning, sunt förnuft och psykologins utbredning, Arnstberg, red. Stockholm: Carlssons (1987).
- Kulturprojekt och projektkultur. En fallstudie av en kulturpolitisk försöksverksamhet. Malmö: Liber förlag. (diss) (1985).
- Revitaliseringens fenomenologi. Nord-Nytt 25:65-72 (1985).
- Den erfarenhetsförnekande kulturen. Vision och verklighet i ett kulturpolitiskt projekt. I Korallrevet. Om vardagens kulturmönster, Arnstberg, red. Stockholm: Carlsson & Jönsson Bokförlag AB (1983).